# Hook Head
Hook Head (irisch Rinn Duáin) ist der Name einer am Ostufer des Waterford Harbour im County Wexford, Republik Irland, gelegenen Halbinsel und des an ihrer Spitze befindlichen Leuchtturms. Bei gutem Wetter kann man vom Leuchtturm aus das auf der gegenüberliegenden Seite der Einfahrt zum Waterford Harbour gelegene Fischerdorf Dunmore East sehen. Die Hook-Halbinsel ist aufgrund ihrer zahlreichen kleinen und größeren Strände zudem ein beliebtes Ausflugsziel. Von der Stadt Waterford im Westen ist der Leuchtturm über die Fähre bei Passage East zu erreichen.

## Geschichte
Einer der ältesten funktionierenden Leuchttürme Europas, etwa 800 Jahre alt. Er wurde unter der Aufsicht von William Marshal, dem Schwiegersohn von Strongbow und Aoife, erbaut und ersetzte ein einfaches Leuchtfeuer, das die Mönche dort zuvor aufgestellt und gewartet hatten. Er befindet sich gegenüber der Mündung von Dunmore East und Passage East. Der Ort ist angeblich teilweise für den Ausdruck „by Hook or by Crook“ verantwortlich. Crooke liegt auf der anderen Seite der Waterford Harbour Bay in der Nähe von Passage East.

## Leuchtturm
Das Leuchtfeuer wurde im 13. Jahrhundert an einer ursprünglich von Mönchen gegründeten Niederlassung errichtet und ist damit eines der ältesten in Europa und das älteste in Irland. Erst um 1790er bekam der mehrfach erhöhte und erweiterte Turm, dessen Mauern aus Kalkstein bestehen, eine feste Laterne. Die Leuchtturmspitze wurde 1810 auf das bis zu drei Meter dicke Grundmauerwerk aufgesetzt. Die heutige Laterne und Fresnel-Linse dritter Ordnung wurden 1864 installiert. Die Kennung ist ein weißer Lichtblitz aller drei Sekunden. Das Licht ist 23 Seemeilen (42,6 Kilometer) sichtbar.
Im Leuchtturm lebten zwei bis drei Leuchtturmwärter mit ihren Familien. Später würden Häuser in der Nähe des Leuchtturmes gebaut, seither ist der Leuchtturm nicht mehr bewohnt.
Im November 1974 wurde ein Radar Beacon installiert, der kontinuierlich und ohne externe Auslösung ein Radarsignal in Form des Buchstaben „K“ im Morsecode ausstrahlt.
Der Turm wurde 1996 automatisiert. Seit 2001 kann der Leuchtturm besichtigt werden. Die Gebäude der ehemaligen Leuchtturmwärter dienen nun als Besucherzentrum.
Das Nebelhorn war zuletzt im Januar 2011 zu hören, danach wurde es deaktiviert, weil es durch die modernen Technik an Bord der Schiffe obsolet geworden war.
Für den operativen Betrieb, die automatische Steuerung und Überwachung sowie die Instandhaltung ist die Irische Schifffahrtsbehörde (CIL) in der Zentrale in  Dún Laoghaire zuständig.
Der Leuchtturm und die beiden Leuchtturmwärterhäuser sind denkmalgeschützte Gebäude und im National Inventory of Architectural Heritage (NIAH) von Irland gelistet. Die touristische Vermarktung eines der weltweit ältesten in Betrieb befindlichen Leuchtturms erfolgt durch die Organisation Nationales Erbe, die seit 2000 diese Internationale Touristen-Attraktion betreibt.

## Fotogalerie

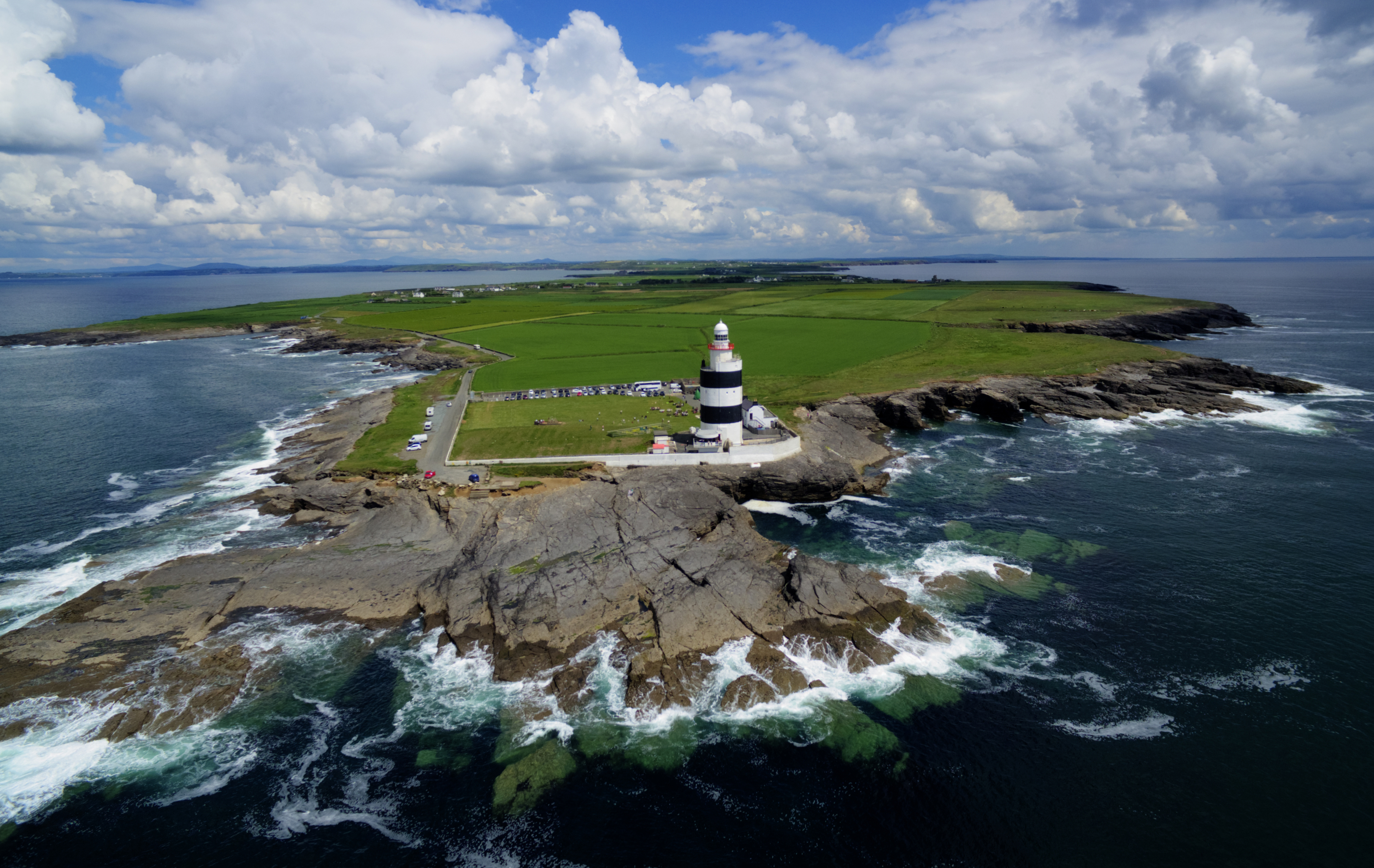
Luftbild des Leuchtturms von See
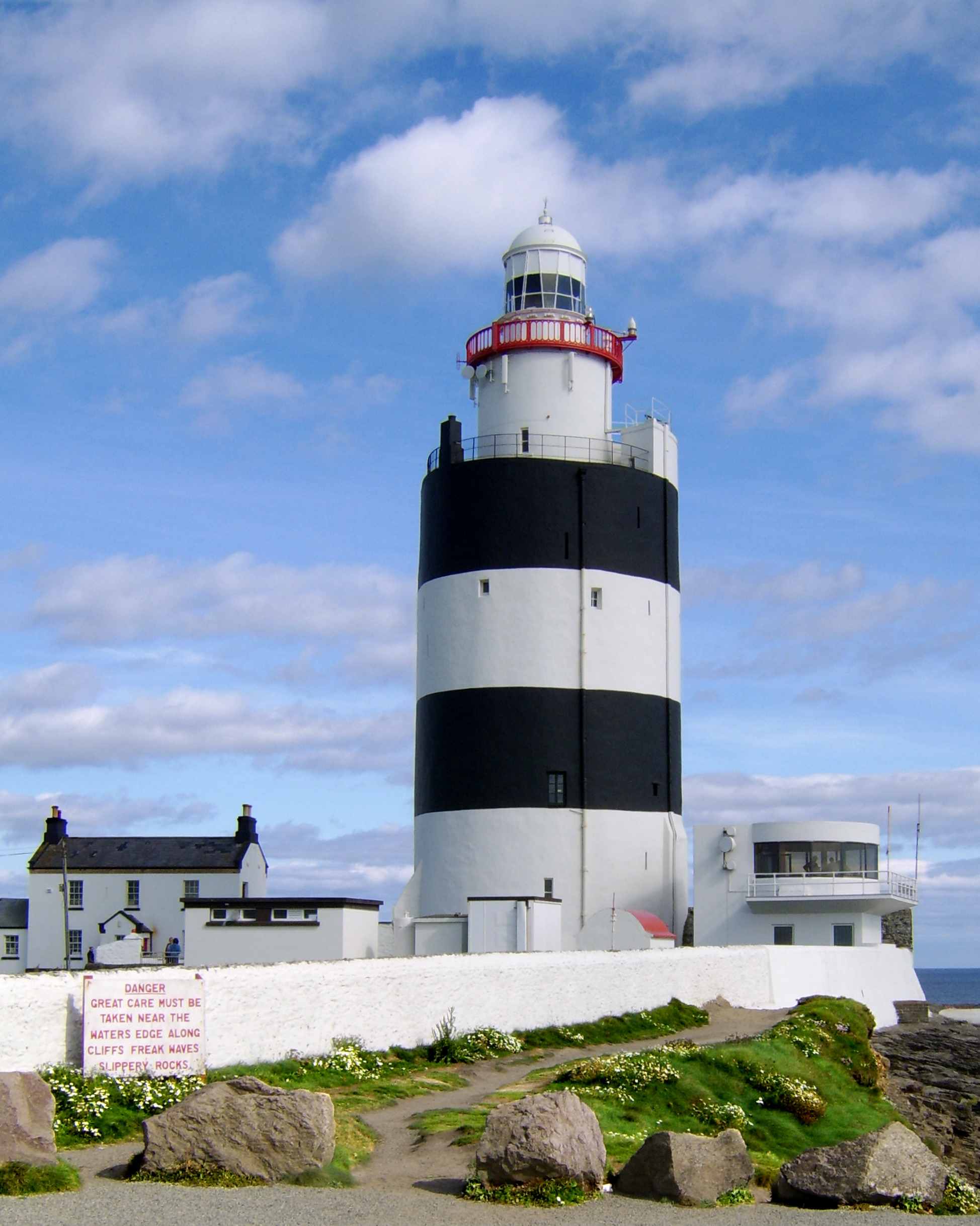
Der Leuchtturm von Hook Head
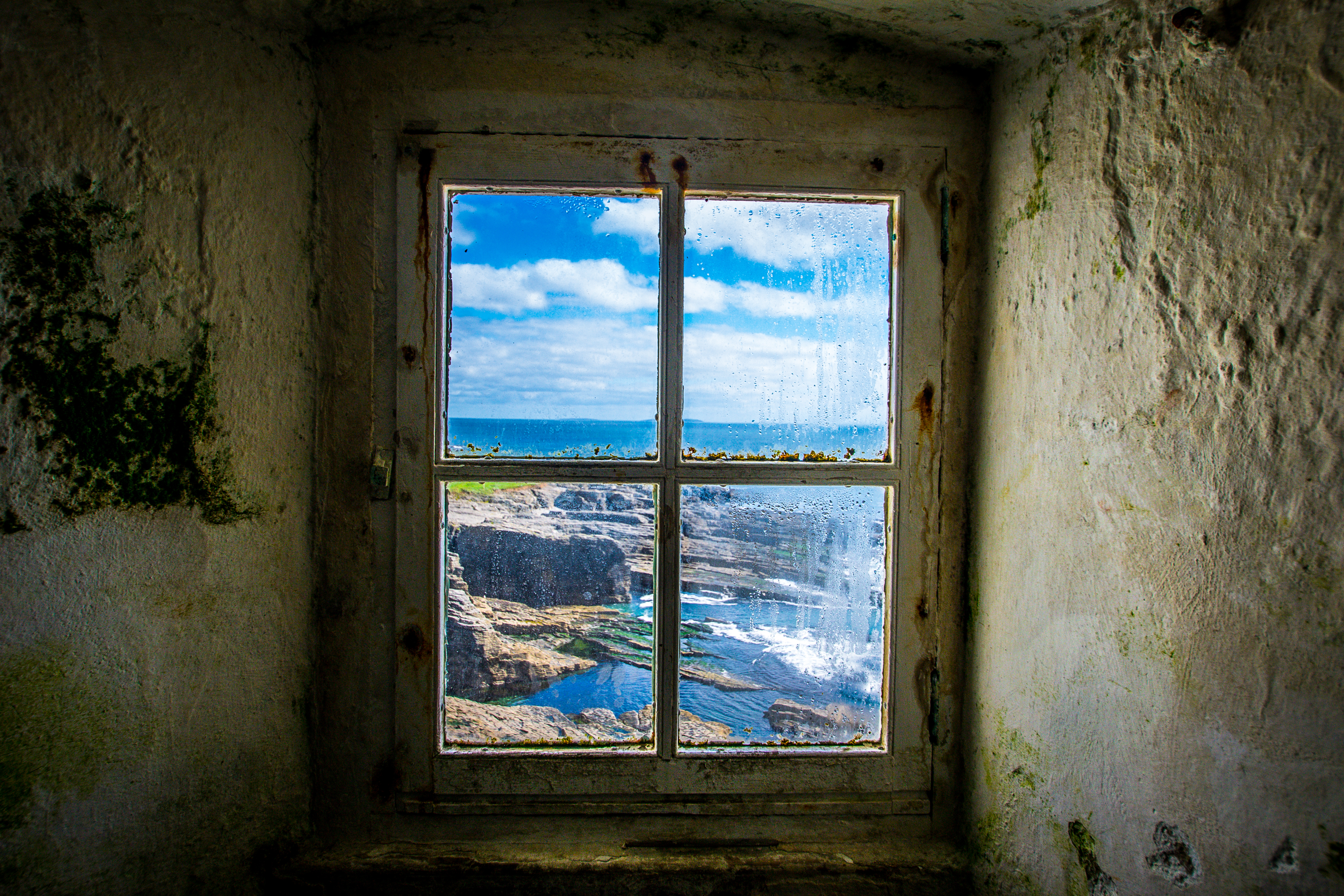
Blick aus dem Turm auf Hook Head
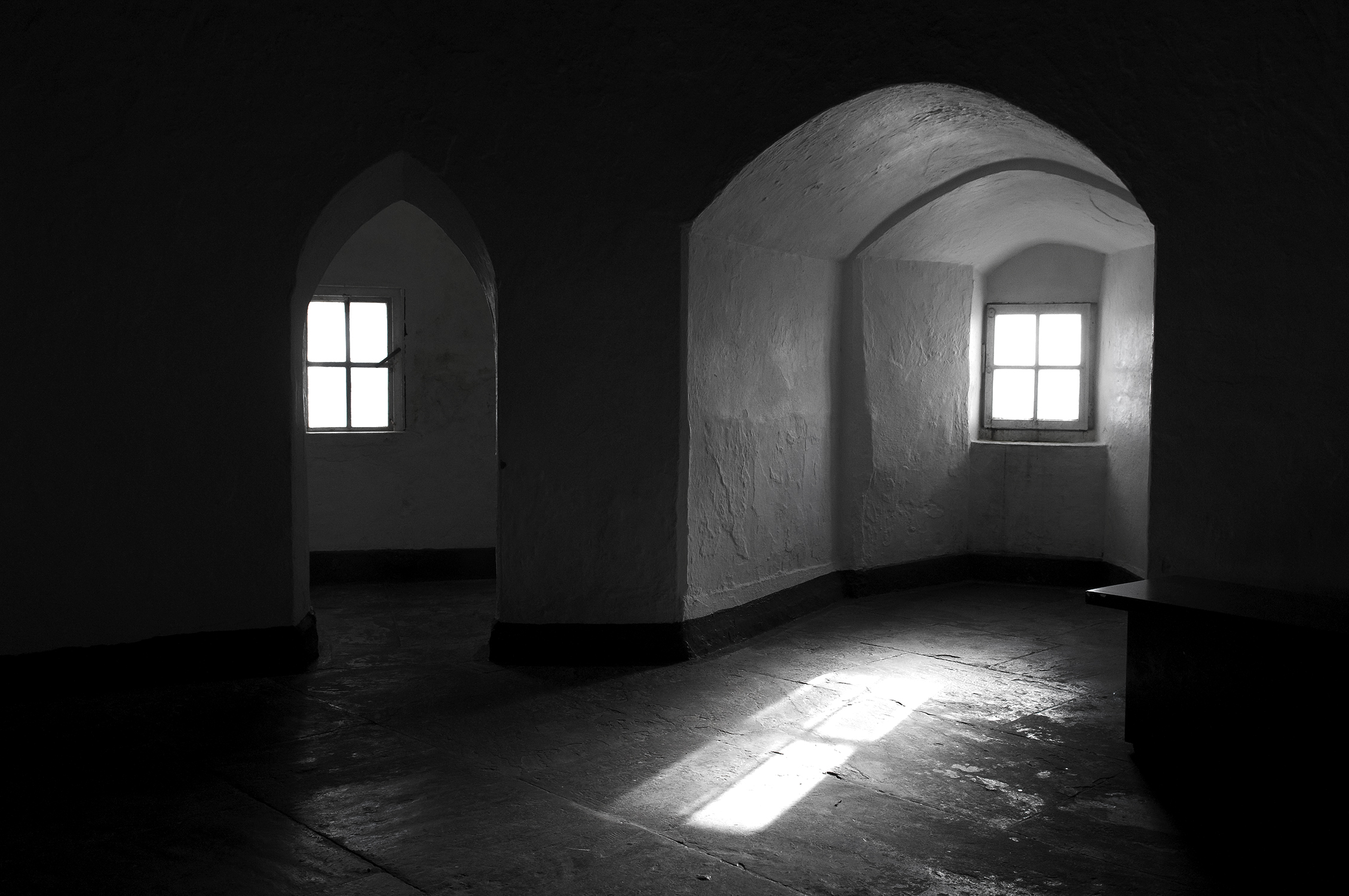
Einer der Räume, die früher als Wohnraum für den Leuchtturmwärter und seiner Familie dienten
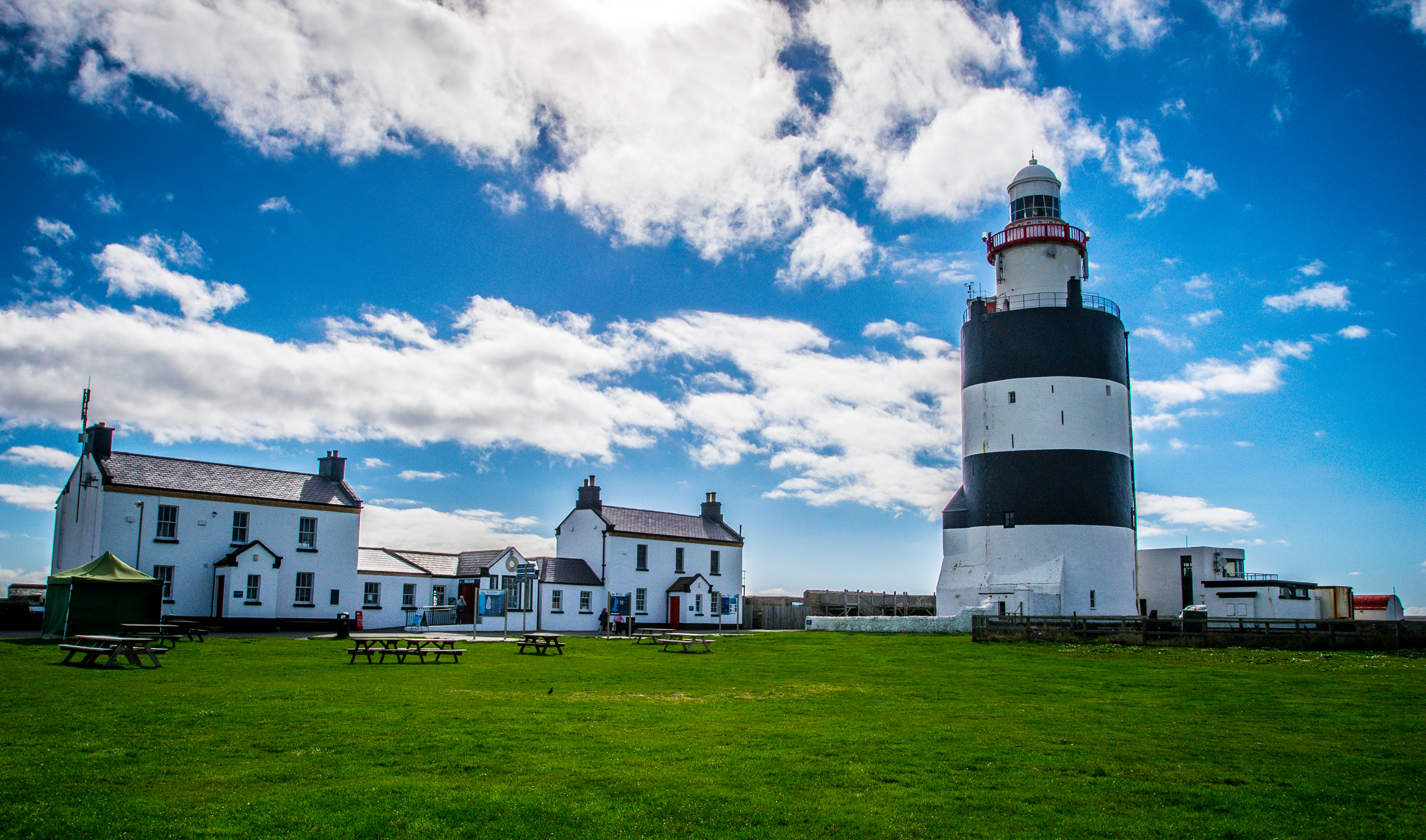
Panorama der Leuchtturmanlage
Der Leuchtturm im Wappen von Wexford

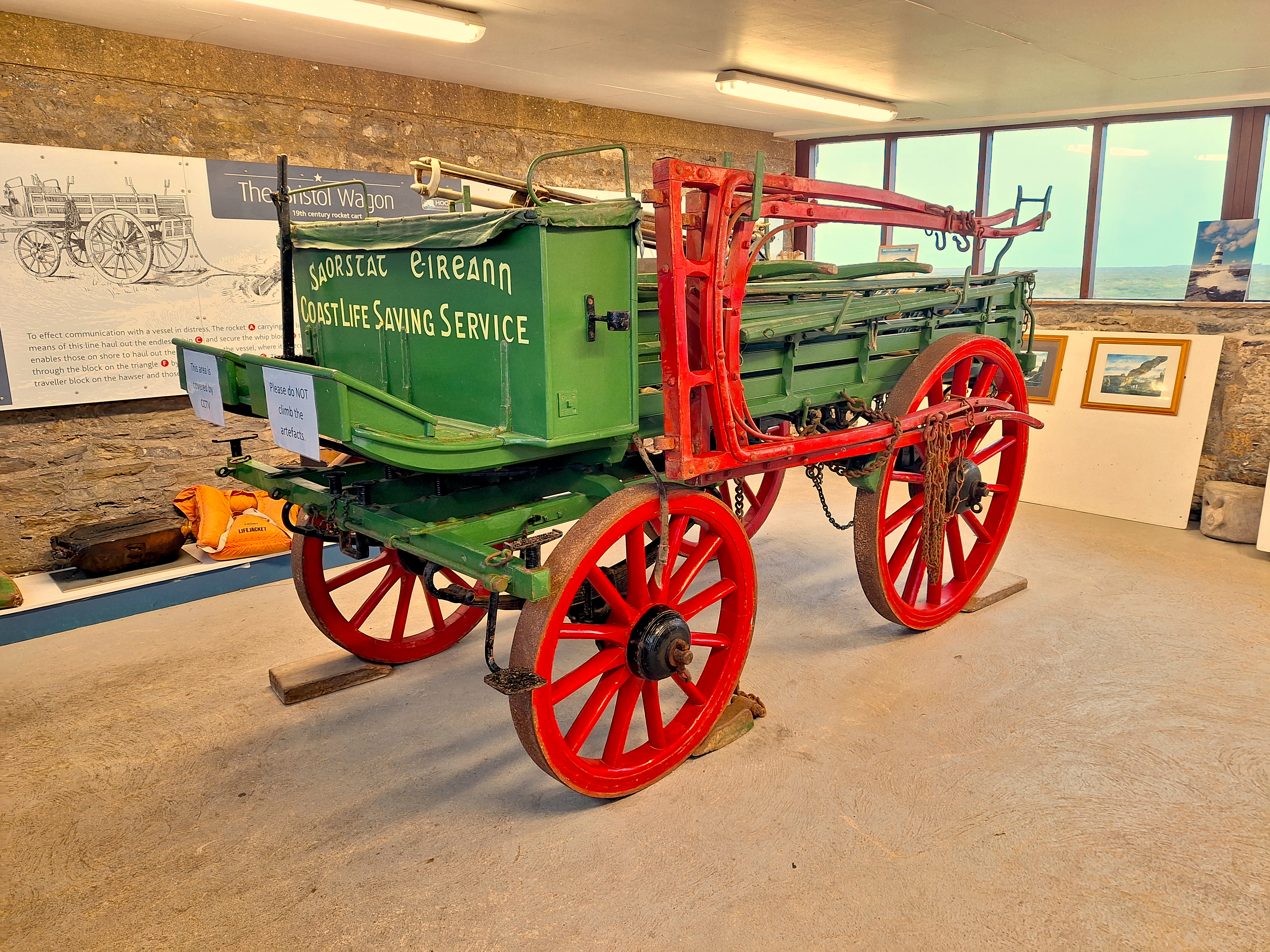
Ausstellung zur Geschichte des Seenotrettungswerks an der irischen Küste